# Mycetophila morata
Mycetophila morata är en tvåvingeart som beskrevs av Zaitzev 1999. Mycetophila morata ingår i släktet Mycetophila och familjen svampmyggor. Enligt den finländska rödlistan är arten otillräckligt studerad i Finland. Arten är reproducerande i Sverige. Artens livsmiljö är moskogar. Inga underarter finns listade i Catalogue of Life.